# Блітта
Префектура Блітта (фр. Préfecture de Blitta) — префектура, розташована в Центральному регіоні Того. Центр префектури — однойменне місто Блітта. Префектура складається з 3 комун, що діляться на 21 кантон.

## Населення
За оцінкою перепису 2022 року, в регіоні проживає 163 272 жителів. 93% населення проживають у сільській місцевості, решта - у місті Блітта.
| Комуна   | Населення (2022) |
| -------- | ---------------- |
| Блітта 1 | 71 539           |
| Блітта 2 | 46 515           |
| Блітта 3 | 45 218           |